# Бетэлтранс
ОАО Бетэлтранс («БЭТ») — крупнейший производитель материалов верхнего строения пути, является основным поставщиком железобетонных шпал и бруса для нужд холдинга ОАО «Российские железные дороги».

## История
- Первым заводом по производству шпал, который вошел в состав ОАО БЭТ, был построенный в 1937 году Каликинский шпалопропиточный завод. В 90-е годы на заводе проведена модернизация и предприятие начало выпускать железобетонные шпалы. Каликинский ШПЗ является основным местом работы жителей поселка Шпалозавода Нижегородской области.
- В 1959 году для обеспечения потребностей Западной Сибири и Дальнего Востока в шпалах и других материалах верхнего строения пути был построен Хабаровский завод железобетонных шпал. Предприятие осуществляет производство не только железобетонных шпал ШЗ-Д-500, Ш-1-250, но и другой продукции из железобетона.
- В этом же году для обеспечения постоянно растущих потребностей железнодорожных дорог Урала и Восточной Сибири построен Челябинский завод железобетонных шпал. Это завод стал первым специализированным предприятием — здесь производятся только железобетонные шпалы. За время работы предприятие было проведено четыре модернизации, увеличены производственные мощности. Это позволило увеличить объем производства почти вдовое.
- В 1965 году завершено строительство Чудовского завода железобетонных шпал в Новгородской области. В 1990 году проведена модернизация предприятия и начат выпуск железобетонных брусьев для стрелочных переводов. Спустя десятилетие техническое перевооружение завода позволило увеличить объем производства и начать выпуск нового типа железобетонных шпал под скрепление типа АРС.
- В 1967 году завершено строительство Кавказского завода железобетонных шпал. Продукция предприятие поставляется во все регионы России. За годы существования предприятие выпустило более 40 млн шпал, с помощью которых уложено более 22 тыс. км пути — половина экватора.
- В 1968 году завершено строительство Вяземского завода железобетонных шпал. Через девять лет, после ввода в строй второго цеха, предприятие удвоило производство. В настоящее время предприятие производит более 1 млн. 700 тыс. шпал в год, увеличив производство почти в восемь раз, по сравнению с 1976 г. Основная продукция — современные виды шпал для скреплений типа АРС, ЖБР и другие.
- Энгельсский завод железобетонных изделий № 6 построен в 1970 г. Но только в 1995 году на предприятие был налажен выпуск железобетонных шпал и другой продукции для железной дороги. Спустя три года начато производство железобетонных брусьев стрелочных переводов. В 2000 году построена третья линия по производству шпал и сегодня производственная мощность предприятия составляет 1 млн 250 тысяч шпал в год.
- Чтобы обеспечить строительство Байкало-Амурской магистрали необходимым количеством шпал в 1974 году был построен Горновский завод спецжелезобетона. Основная продукция завода — шпалы, плиты и другие виды изделий из железобетона.
- В 1980 году в г. Лиски было запущено производство железобетонных шпал. В 90-е годы цех был расширен и получил название Лискинский завод Спецжелезобетона. После реконструкции и модернизации завод первым в стране начал выпуск железобетонных шпал со скреплением АРС.

В соответствии с Концепцией реформирования ремонтного комплекса путевого хозяйства ОАО «Российские железные дороги», 23 апреля 2008 года было зарегистрировано ОАО «БЭТ», объединившее 9 заводов по производству железобетонных шпал.

## Деятельность
На протяжении всей производственной деятельности ОАО «БЭТ» на 100 % выполняет корпоративный заказ ОАО «РЖД» по поставке продукции подразделениям железных дорог России. Общество в 2010 и 2011 году было признано лучшим поставщиком материально-технических ресурсов для ОАО «РЖД». 19 декабря 2011 года Обществом получен сертификат системы менеджмента качества в системе сертификации ГОСТ Р.
Все девять заводов ОАО «БЭТ» производят железобетонные шпалы, а на шести заводах налажено производство брусьев стрелочных переводов.
Основными видами деятельности ОАО «БЭТ» являются производство и реализация железобетонных шпал, комплектов железобетонных брусьев стрелочных переводов, мостовых безбалластных плит, общестроительных железобетонных изделий и товарного бетона, элементов рельсовых скреплений. Штаб-квартира компании расположена в Москве.

## Собственники
В июле 2014 года сообщалось, что ОАО РЖД продало свою долю в 50 % минус две акции компании «Т-Индустрия» (На 70 % компания принадлежит нидерландской «Споор Стрюктююр Инвестеринг» (бенефициары неизвестны), остальные 30 % — у московского ООО «Аква Солид» (занимается оптовой торговлей агрохимикатами). Основным владельцем «Аква Солида» является младший сын генпрокурора РФ Юрия Чайки Игорь (ему принадлежит 99 %)).
В марте 2017 года сообщалось (со ссылкой на решение совета директоров ОАО «РЖД» от 27.03.2017 г.), что структура Игоря Чайки АО «Т-Индустрия» купит еще 25 % ОАО «БЭТ». Сделку одобрили Министерство транспорта, Росимущество и ФАС